# Borbáth Károly
Borbáth Károly (Vargyas, 1931. január 12. – Vargyas, 1980. április 20.) magyar történeti kutató.

## Életútja
A székelykeresztúri unitárius gimnáziumban érettségizett, történelem szakos tanári diplomát a Victor Babeș egyetemen szerzett 1954-ben. Négyéves leningrádi tanulmányútján kandidátusi fokozatot szerzett középkori történelemből. Hazatérése után a Bolyai Tudományegyetemre kapott tanársegédi kinevezést, 1968-tól 1977-ig a nagyenyedi Bethlen-könyvtár igazgatója, 1977-ben Torockón, 1978-tól Vargyason tanított.
Kelemen Lajos követőjeként a helyszínen kereste fel Erdély műemlékeit, a székelyudvarhelyi Székely támadt várról és szülőfalujáról írt tudományos monográfiái befejezetlenül maradtak kéziratban. Könyvtári és levéltári kutatásaiból és kritikai jegyzeteiből közölt a Korunk, Megyei Tükör, Művelődés. Adalékok a székely népmesék gyűjtésének történetéhez című tanulmánya a Székelykeresztúri Múzeum emlékkönyvében (Csíkszereda, 1974), Magyari Andrással közös Társadalmi mozgalmak a Székelyföldön 1562 után című tanulmánya a Székely felkelés 1595-1596 című gyűjteményben jelent meg. A V. Cucu – M. Ștefan-féle műemlék- és útikalauz egyik fordítója és szakellenőrzője (Románia, 1974).

## Emlékezete
1990 januárban a Vargyasi Iskola felvette a község nagy szülöttjének, Borbáth Károlynak a nevét.

## Lásd még
- Könyvmúzeum Erdélyben